# C/1990 N1 Tsuchiya-Kiuchi
C/1990 N1 (Tsuchiya-Kiuchi) è una cometa non periodica scoperta dagli astrofili giapponesi Kiyoshi Tsuchiya e Tsuruhiko Kiuchi, scopritori indipendenti sono stati gli astrofili Mauro Vittorio Zanotta, (italiano) e Xing-ming Zhou, (cinese) . La cometa ha un'orbita retrograda e una relativamente piccola MOID con la Terra.